# Aisan Racing Team/Saison 2015
Dieser Artikel listet Erfolge und Fahrer des japanischen Radsportteams Aisan in der Saison 2015 auf.

## Erfolge in der UCI Asia Tour
In der Saison 2015 gelangen dem Team nachstehende Erfolge in der UCI Asia Tour.
| Datum       | Rennen                         | Kat. | Sieger            |
| ----------- | ------------------------------ | ---- | ----------------- |
| 1.–6. April | Gesamtwertung Tour of Thailand | 2.2  | Yasuharu Nakajima |

## Abgänge – Zugänge
| Zugänge | Team 2014 | Abgänge         | Team 2015    |
| ------- | --------- | --------------- | ------------ |
|         |           | Kazuhiro Mori   | Karriereende |
|         |           | Taiji Nishitani | Karriereende |

## Mannschaft
| Name                 | Geburtstag         | Nationalität |
| -------------------- | ------------------ | ------------ |
| Takeaki Ayabe        | 5. September 1980  | Japan        |
| Shimpei Fukuda       | 22. November 1987  | Japan        |
| Tomohiro Hayakawa    | 2. Januar 1990     | Japan        |
| Yoshimitsu Hiratsuka | 13. November 1988  | Japan        |
| Masakazu Itō         | 12. Juni 1988      | Japan        |
| Ryōhei Komori        | 26. September 1988 | Japan        |
| Yasuharu Nakajima    | 27. Dezember 1984  | Japan        |
| Hideto Nakane        | 2. Mai 1990        | Japan        |